# Minsoa

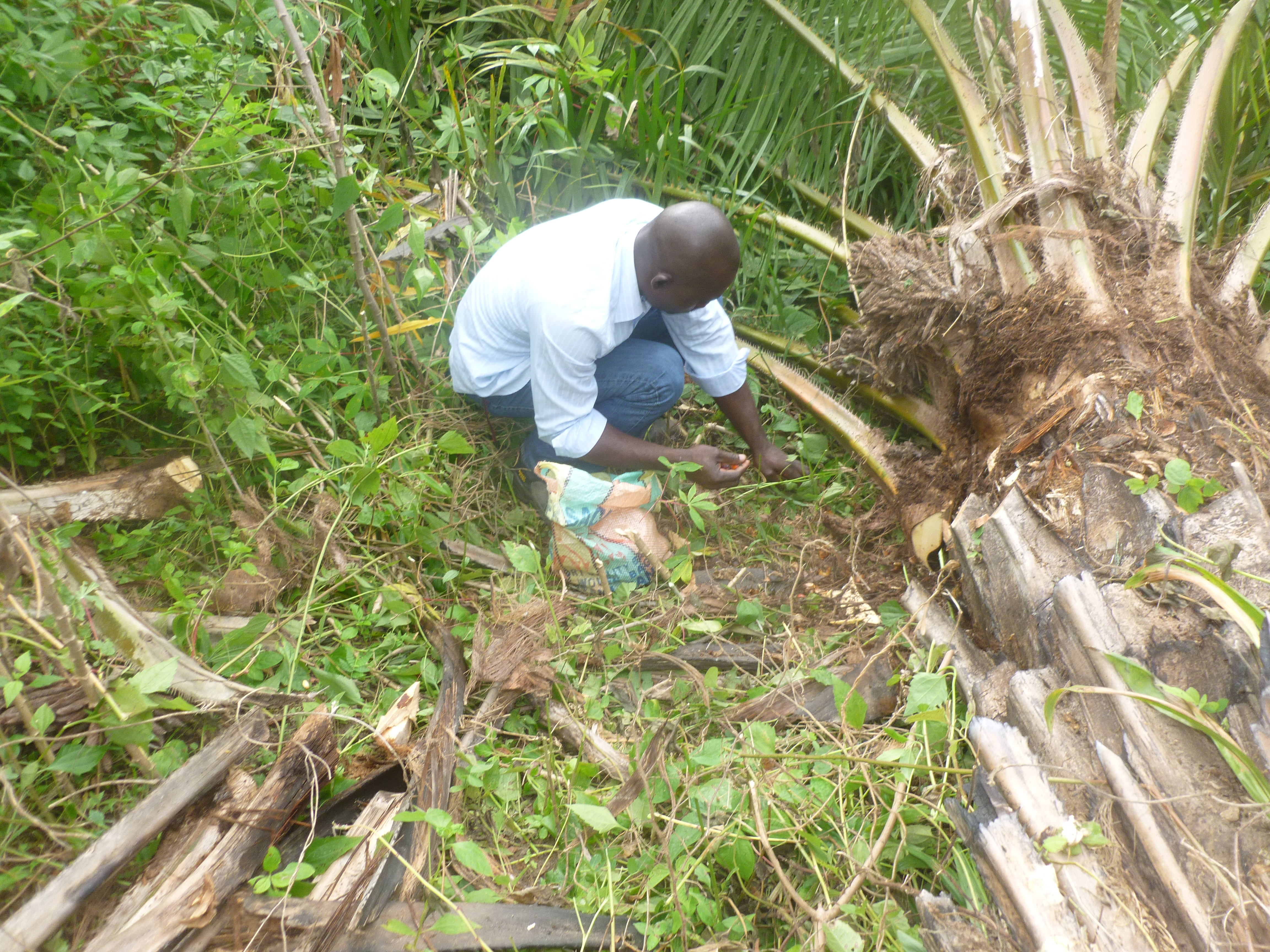
Cueillette de vin de palme

Minsoa est un village situé dans la région du Centre au Cameroun, ayant pour département la Lékié et pour arrondissement (commune) Okola. C’est l’un des soixante-six villages que compte la commune d'Okola.

## Climat et relief
Le climat est équatorial de type guinéen, comme celui de Yaoundé. Mais, son relief est plat.

## Administration, politique et société
Minsoa est subdivisé en quartier numérotés. Il y a la présence des petits centres de santé dans le village. 
Le RDPC (Rassemblement Démocratique du Peuple Camerounais), est le parti politique le plus représenté dans le village. Les habitats ici sont généralement en terre battue.

## Religion, culture et population
Les populations de Minsoa (les Etons) sont catholiques pour la plupart.
En culture, lors des cérémonies quelconques, la préparation des mets traditionnels tels que le met d’arachides [namwɔndɔ], des feuilles de lianes sauvages (l’okok)…, sont là quelques mets quasi incontournables. La langue locale est l’Eton.

## Économie et transport

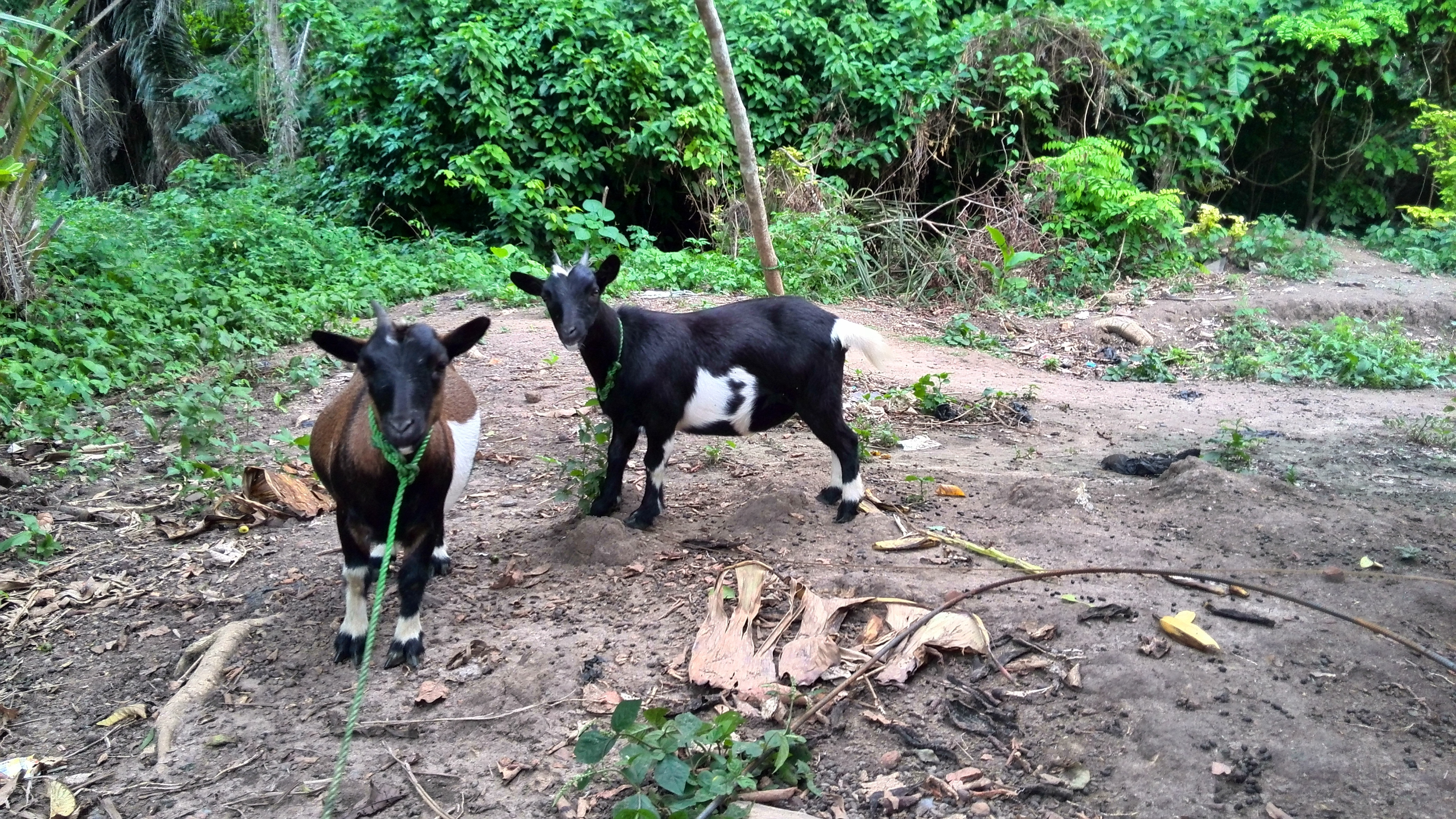
Chèvres du village Minsoa

L’économie est basée sur l’agriculture et la commercialisation des produits tels que le cacao, le manioc, les arachides, etc., mais aussi, la cueillette et la commercialisation des mangues, des oranges… 
Les modes de transport sont effectués par route (véhicules).